# 1027 (szám)
Az 1027 (római számmal: MXXVII) az 1026 és 1028 között található természetes szám.

## A szám a matematikában
A tízes számrendszerbeli 1027-es a kettes számrendszerben 10000000011, a nyolcas számrendszerben 2003, a tizenhatos számrendszerben 403 alakban írható fel.
Az 1027 páratlan szám, összetett szám, félprím. Kanonikus alakja 131 · 791, normálalakban az 1,027 · 103 szorzattal írható fel. Négy osztója van a természetes számok halmazán, ezek növekvő sorrendben: 1, 13, 79 és 1027.
Az első nyolc prímszám négyzetének összege.
Középpontos hatszögszám. Tizenötszögszám.
Negyvennégy szám valódiosztó-összegeként áll elő, ezek közül legkisebb a 968.

## Csillagászat
- 1027 Aesculapia kisbolygó